# Epiphaxum breve
Epiphaxum breve är en korallart som beskrevs av Bayer 1992. Epiphaxum breve ingår i släktet Epiphaxum och familjen Lithothelestidae. Inga underarter finns listade i Catalogue of Life.